# Michanavitjy
Michanavitjy (belarusiska: Міханавічы) är en agropolis i Belarus. Den ligger i den centrala delen av landet, 20 km söder om huvudstaden Minsk. Michanavitjy ligger 193 meter över havet och antalet invånare är 4 800.

## Natur
Terrängen runt Michanavitjy är platt. Trakten är tätbefolkad. Närmaste större samhälle är Mіnsk, 19,7 km norr om Michanavitjy.